# Dystrybucja geograficzna języka rumuńskiego
Język rumuński, jeden z języków romańskich, używany jest w kilku krajach i regionach, przede wszystkim zaś na terenach Rumunii i Mołdawii. Zbiorcze określenie użytkowników tego języka to românime.

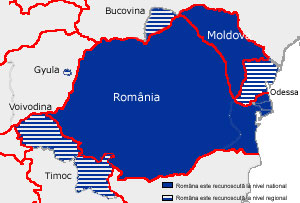
Dystrybucja języka rumuńskiego w Europie

## Terytoria
Język rumuński jest objęty statusem urzędowym w następujących krajach:
- Rumunia
- Mołdawia
- prowincja Wojwodina w Serbii

Ma on również duże znaczenie w:
- Izraelu
- najbliższych okolicach miasta Gyula na Węgrzech
- Timocu
- Czerniowcach, Odessie i Ukrainie Zakarpackiej
- Chorwacji na półwyspie Istria

Istnieją też duże społeczności rumuńskojęzyczne w Kanadzie, USA, Niemczech, Izraelu, Australii, Nowej Zelandii i Grecji, głównie dzięki migracjom po I i II wojnie światowej. Również upadek bloku komunistycznego i żelaznej kurtyny spowodował falę migracji, zwłaszcza do krajów o kulturze romańskiej.

## Użytkownicy
Największa część osób posługujących się językiem rumuńskim mieszka w Rumunii oraz Mołdawii.